# Gabi (Niger)
Gabi è un comune rurale del Niger facente parte del dipartimento di Madarounfa nella regione di Maradi.